# Operation Baldhead
Die Operation Baldhead war eine britische Geheimdienstoperation, unterteilt in Einzeloperationen, gegen die von Japan besetzte Inselgruppe der Andamanen im Golf von Bengalen in den Jahren 1943 und 1944 während des Pazifikkriegs im Zweiten Weltkrieg.

## Vorgeschichte
Am 23. März 1942 besetzten japanische Streitkräfte Port Blair, die Hauptstadt der Inselgruppe der Andamanen, um die westliche Seeflanke während ihrer Invasion in Burma zu sichern. Zudem konnten sie damit den Briten Stützpunkte vorenthalten, von wo aus diese mögliche Vorbereitungen eines amphibischen Angriffs zur Rückeroberung von Südburma und/oder Nordmalaya treffen könnten. Die Andamanen wurden in der Folge von der 35. Unabhängigen Gemischten Brigade von Generalmajor Yoshisuke Inoue besetzt.
Einer der letzten Briten, der die Inseln noch vor der Ankunft der Japaner verließ, war Denis McCarthy, der Superintendent der örtlichen Polizei. Er hatte die direkte Bedrohung der Andamanen schon erkannt, als die Japaner Dezember 1941 in Burma eingefallen waren, da die Inseln für die Japaner ebenso wie für die Briten eine wichtige strategische Bedeutung hatten. Als McCarthy am 1. Januar 1942 ein japanisches Aufklärungsflugzeug über Port Blair entdeckte, war dies für ihn ein weiteres Indiz für das japanische Interesse an den Inseln.
McCarthy wusste viel über das örtliche Gelände und die Küste und hatte auch nach möglichen Verstecken gesucht. Er hatte auch gute Kontakte zu den einheimischen Stämmen geknüpft und hatte freundschaftliche Beziehungen zu ihnen aufgebaut.

### Erste Angriffe der Alliierten auf die Andamanen
Nur zehn Tage nach der Ankunft der Japaner erfolgte ein erster alliierter Angriff am 2. April. Fünf B-17 Bomber der US-17th Bombardment Group, die persönlich von ihrem Kommandanten, Generalmajor Lewis H. Brereton, angeführt wurden, überflogen Port Blair. Da jedoch fast alle Schiffe der japanischen Invasionsflotte den Hafen verlassen hatten, richteten die Bombenabwürfe keinen nennenswerten Schaden an.
Die ersten britischen Angriffe gegen die japanische Garnison auf den Andamanen fand am 14. und 18. April statt. Zwei Hudson-Bomber waren auf einem britischen Luftwaffenstützpunkt in Indien gestartet, wurden in Akyab in Burma aufgetankt und griffen dann die japanische Flugbootbasis in Port Blair an. Beim ersten Angriff wurde eine Hudson beschädigt und beim zweiten Angriff eine Hudson abgeschossen.
Ende Juli erfolgte dann eine erste größere Aktion mit der Operation Stab, die eine britische Täuschungsoperation mittels Marinestreitkräften zur Ablenkung der vorgesehenen Operation Watchtower auf Guadalcanal darstellte. Die japanischen Einheiten sollten mit einem vorgetäuschten Angriff auf die Andamanen in dieses Gebiet abgelenkt werden.
Es fanden auch mehrere Landungsaktionen statt, bei denen kleine Gruppen zur Aufklärung an Land abgesetzt wurden. Sie konnten sich teils über mehrere Wochen unentdeckt dort aufhalten und Kontakt zu Einheimischen aufnehmen.

## Planung
Auf Druck von General Wavell, der schnelle Resultate vom indischen Büro des SOE erwartete, wurden zwei Pläne ausgearbeitet. Der erste war die Operation Longshanks, eine Überfallaktion, auch „Boarding Party“ genannt, gegen ein deutsches Handelsschiff, das als neutral in der portugiesischen Enklave Goa in Westindien vor Anker lag. Der zweite Plan unter dem Decknamen Bunkum, sah eine weitere Aufklärungsaktion auf den Andamanen vor.
Während die Andamanen unter japanischer Besatzung waren berief Robert William Scott, der ehemalige stellvertretende Kommissar der Gruppe der Nikobaren im Oktober 1942 McCarthy zum britischen Militärhauptquartier in Shimla in Indien, um über eine geheime Überwachungs-, Aufklärungs- und Geheimdienstmission auf den Andamanen zu diskutieren. Aufgrund seines engen Kontakts mit der lokalen Bevölkerung und seiner intimen Kenntnisse des lokalen Geländes und der Küste sah Scott in McCarthy anscheinend den idealen Kandidaten, um die Operation Bunkum, jetzt umbenannt in Baldhead für GSI(k) zu leiten.
Der Plan war in fünf einzelne Phasen unterteilt.
- Phase 1: Landung einer siebenköpfigen Gruppe auf den Andamen zur Aufklärung, dem Bau eines Basislagers, sowie einer Funkstation.
- Phase 2: Nach zwei Monaten eine Aufstockung um zwei Mann, Anlanden von Vorräten und Rationen, um für weitere sieben Monate gerüstet zu sein. Um für einen bewaffneten Widerstand gerüstet zu sein, sollten nun auch Waffen und Munition geliefert werden.

- Phase 3: Kontaktieren der Einheimischen und Aufbau, Ausrüstung und Training von Widerstandseinheiten.

- Phase 4: Ausführen von kleineren Sabotageaktionen in einem weiten Umfeld und in unregelmäßigen Abständen.
- Phase 5: Ausführen von größeren Sabotageaktionen unter dem Oberbefehl des indischen Hauptquartiers.[4]

## Baldhead I
McCarthy bekam für die erste Mission die Möglichkeit, sein eigenes Team zusammenzustellen. Er wählte einen britischen Funker, zwei indische Soldaten und zwei ehemalige Forstarbeiter aus, die dann einer ausführlichen Ausbildung unterzogen wurden. Sie wurden dann auf einem freien niederländischen U-Boot der O-21-Klasse für den Transport zu den Inseln eingeschifft. Die Aufgaben während der ersten Mission waren die Aufklärung der Lage auf den Inseln, den japanischen Einfluss auf die Bevölkerung zu erkunden und, wenn möglich, den verbliebenen Europäern zu einer Fluchtmöglichkeit zu verhelfen.
Am 18. Januar 1943 ging das Team um McCarthy an der Westküste von Middle Island an Land. Sie befanden sich damit etwa 6,5 Kilometer vor Flat Island und rund 112 Kilometer von Port Blair entfernt. Nach einer halben Stunde hatten sie ihre Ausrüstung an Land gebracht und gegen Mitternacht war ein Lager im Dschungel aufgebaut. Um nach Port Blair überzusetzen, hatten sie ein Boot mitgebracht. McCarthy und zwei seiner Männer begaben sich an Bord um zwei Wochen das Gebiet um Port Blair zu erkunden. Sie bewegten sich zur Sicherheit nur in der Nacht und rasteten tagsüber.
Während der Erkundungen rund um das Gebiet der Stadt konnte das Team japanische Befestigungen und Stützpunkte kartographieren. Einheimische mit denen McCarthy befreundet war, erzählten ihnen von brutalen Misshandlungen durch die Japaner. Durch einen Unfall löste sich bei einem der Männer des Teams ein Schuss, der ihn tödlich traf. McCarthy traf mit seinem verbliebenen Begleiter am 4. März wieder im Basislager ein. Am 21. März konnten sie an Bord des U-Boots gehen, das ein neues Team, bestehend aus zehn Mann, auf die Insel brachte.
Wieder zurück in Indien wurden sie mit schwerer Anämie für krank erklärt und entlassen. McCarthy nahm an keiner der weiteren Baldhead-Operationen mehr teil, die später folgten.

### Die Folgen von Baldhead I
Nachdem McCarthy wieder das Basislager sicher erreicht hatte, nutzte er das installierte Funkgerät, um feindliche Truppenbewegungen und -orte nach Kalkutta zu übermitteln. Infolgedessen fanden mehrere hundert japanische Soldaten beim Baden am Strand von Rangachang, südlich von Port Blair, den Tod bei einem großangelegten alliierten Bombenangriff. Alliierte Bomber griffen auch japanische Marineschiffe im Hafen von Port Blair an. Fast jedes japanische Schiff, das zu den Andamanen fuhr, wurde von den Fliegenden Festungen der Alliierten angegriffen.

## Die Rolle der einheimischen Bevölkerung
Obwohl McCarthy ausgelöst durch die Ermordung eines Buschpolizisten in der Nähe des Territoriums der Jarawa einen Überfall auf diese im Jahr 1938 verübt hatte, bei dem viele der Eingeborenen getötet wurden, gelang es ihm, in den Jahren darauf zu einigen Stämmen freundschaftliche Beziehungen aufzubauen. Dies kam ihm dann während der Operation Baldhead I zugute. So konnte er zu Loka, dem Stammesoberhaupt eines der letzten befreundeten andamanesischen Stämme, Kontakt aufbauen, der sich McCarthys Spionagenetzwerk anschloss und für den Rest des Krieges mit den Alliierten zusammenarbeitete. Dies wird als ein genialer Schachzug von McCarthy bewertet, da sowohl die Japaner als auch die meisten Inder in den Ureinwohnern wenig mehr als Tiere sahen.
Auch indische Farmarbeiter gehörten zu den Informanten und selbst Soldaten der auf den Andamanen stationierten Indian National Army (Azad Hind Fauj) ließen den britischen Spionen Informationen zukommen.

## Baldhead II bis V
Die nachfolgenden Operationen Baldhead II bis V brachten weitere wichtige Erkenntnisse über die Verhältnisse auf den Andamanen unter japanischer Herrschaft. Es konnten ebenso japanische Stützpunkte und auch Waffenlager lokalisiert werden.

### Operation Hatch
Am 30. November 1944 landeten die letzten britischen SOE Aufklärungsspezialisten auf den Inseln. Das Unternehmen erhielt den Decknamen Hatch.
Die meisten Informationen, die im Verlauf aller Aufklärungsoperationen auf den Andamanen gesammelt wurden, sind heute nicht mehr verfügbar. Sie wurden im Rahmen der militärischen Erfordernis vernichtet.

## Japanische Reaktionen
Schon während Baldhead I konnten die Japaner die nach Kalkutta gesandten Funksprüche auffangen. Es gelang ihnen zwar den weiteren Bereich ausfindig zu machen, von wo diese gefunkt wurden, aber die eigentliche Funkstelle konnte nicht aufgefunden werden, da der Ort ständig wechselte. Daher richtete sich die japanische Vergeltung im Wesentlichen gegen die einheimische und indische Bevölkerung der Andamanen. Sie wurden der Spionage beschuldigt und vielfach Opfer von schweren Misshandlungen und Massakern. Das erste dieser Massaker, genannt Dugonabad Massaker, fand am 30. März 1943 statt, bei dem sieben Zivilisten der Spionage bezichtigt, gefoltert und dann hingerichtet wurden. Der Dr.-Diwan-Singh-Spionagefall führte dann zwischen Oktober und November desselben Jahres zu einer Welle an Massenverhaftungen. Am 30. Januar 1944 wurden 44 indische Zivilisten im sogenannten Homfreyganj-Massaker von den Japanern aus nächster Nähe erschossen. Die meisten Opfer waren Mitglieder der Indian Independence League (IIL) und wurden der Spionage verdächtigt.
Die letzten großen Massaker auf den Andamanen fanden am 13. und 14. August 1945, kurz vor Kriegsende, statt. Insgesamt wurden dabei 1200 Inder und Einheimische auf umliegende Inseln verschleppt und fast alle wurden getötet oder ihrem Schicksal überlassen, so dass etliche verhungerten.